# Åsby
Pour les articles homonymes, voir Asby.
Åsby est une localité de Suède située dans la commune de Varberg du comté de Halland. Elle couvre une superficie de 0,64 km2. En 2010, elle compte 423 habitants.